# أوغوست (اسم)
أوغوست (بالفرنسية: Auguste، ويُلفظ الاسم في اللغة الفرنسية مع النبرة على المقطع الثاني) هو اسم علم مذكر فرنسي من أصل لاتيني.

## شخصيات تحمل الاسم
- أوغوست كونت
- أوغوست رينوار
- أوغوست إسكوفييه
- أوغوست رودان
- أوغوست مالو